# Windows Live Devices
Dispositivos es un servicio de administración de dispositivos en línea que permitirá a los usuarios acceder y administrar la sincronización de archivos almacenados en sus equipos, dispositivos móviles, así como otros periféricos tales como marcos de fotografía digital de manera centralizada. Devices también permite a los usuarios tener acceso remoto a sus equipos de internet mediante un navegador web.
Este servicio se integra estrechamente con Windows Live Mesh para permitir que los archivos y carpetas entre dos o más equipos sean sincronizados con los demás, así que en sincronización con los archivos y carpetas almacenan en la nube con SkyDrive. la combinación de los tres servicios: Devices, SkyDrive, Windows Live Mesh son muy similares a Live Mesh se basan en la misma tecnología  underlying.

## Historia
Live Mesh es un software como una plataforma de servicio lanzado el 23 de abril de 2008 que permite a los equipos y otros dispositivos conectarse con unos a otros a través de Internet. Live Mesh es parte de servicios de Live Services, uno de los bloques de edificio de la plataforma de Azure Services Platform - una plataforma "cloud" (nube) hospeda en Microsoft data centers. Live Mesh permite aplicaciones, personas y dispositivos que se sincronicen a través de múltiples dispositivos mediante las tecnologías FeedSync y cloud computing. Está diseñado para dar a los desarrolladores la capacidad de desarrollar fácilmente y aumentar la escala de aplicaciones que se pueden ejecutar en una amplia variedad de dispositivos. Live Mesh actualmente consta de:
- Entorno operativo de Mesh - componente de software que administra las relaciones de sincronización entre dispositivos y datos.
- Live Desktop - servicio de almacenamiento de nube en línea que permite sincroniza carpetas para ser accesible a través de un sitio Web.
- Live Mesh Remote Desktop - software que permiten a los usuarios remotamente conectarse y administrar a cualquiera de los dispositivos en una relación de sincronización
- Live Framework - Es una Interfaz de programación de aplicaciones basadas en REST para acceder a los servicios de Live Mesh sobre HTTP

En enero de 2009, el equipo de Live Mesh se fusionó con el equipo Windows Live de Microsoft tal que sus tecnologías se integrará en los servicios de Windows Live. Como resultado, Live Framework, la estructura de desarrollador para Live Mesh, fue suspendido el 8 de septiembre de 2009 y se incorporó a los servicios de Live - los recursos del desarrollador centrales para todos los servicios de Windows Live. Se espera que el entorno operativo de Mesh o simplemente el software Live Mesh, se reemplazará por Windows Live Sync para soporte PC-a-PC, así como la sincronización de archivos de PC-a-nube y el servicio de almacenamiento de información en línea de la nube para Live Mesh - Live Desktop - será reemplazado por Windows Live SkyDrive. Dispositivos de Windows Live servirá a los fines de administrar y proporcionar acceso a todos los dispositivos en la relación de sincronización, así como para reemplazar el escritorio remoto de Live Mesh para proporcionar funciones de acceso remoto a cualquier dispositivo en una relación de sincronización.